# Vepa

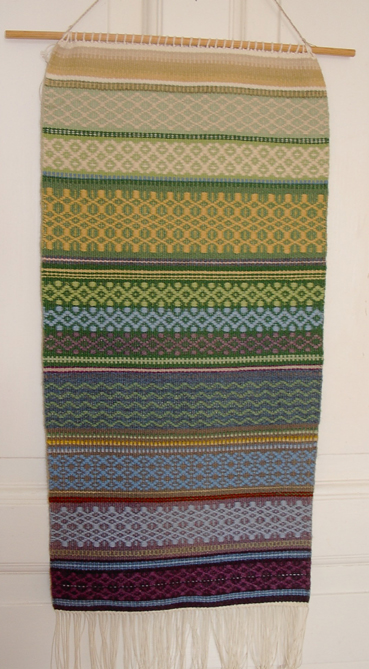
Modern prydnadsvepa.

Vepa är en tunn yllevävnad som man från medeltiden på många håll in på 1900-talet hade som underlakan eller täcke i sängen. Under 1900-talet blev vepan en ren prydnadsväv att hänga på väggen. Enligt uppgift var den ofta randig och vävd i fyrskaftad kypert.
I dagsläget används begreppet även för mindre vävnader som skall hänga på väggen och det säljs broderimönster för mindre bonader (utan glas och ram) som varande vepor, men fortfarande tillverkas större vepor, oftast ungefär 2-3 meter långa oftast till reklamsyfte. På finskt-samiskt område kallas en vepa för rana.

## Bildgalleri

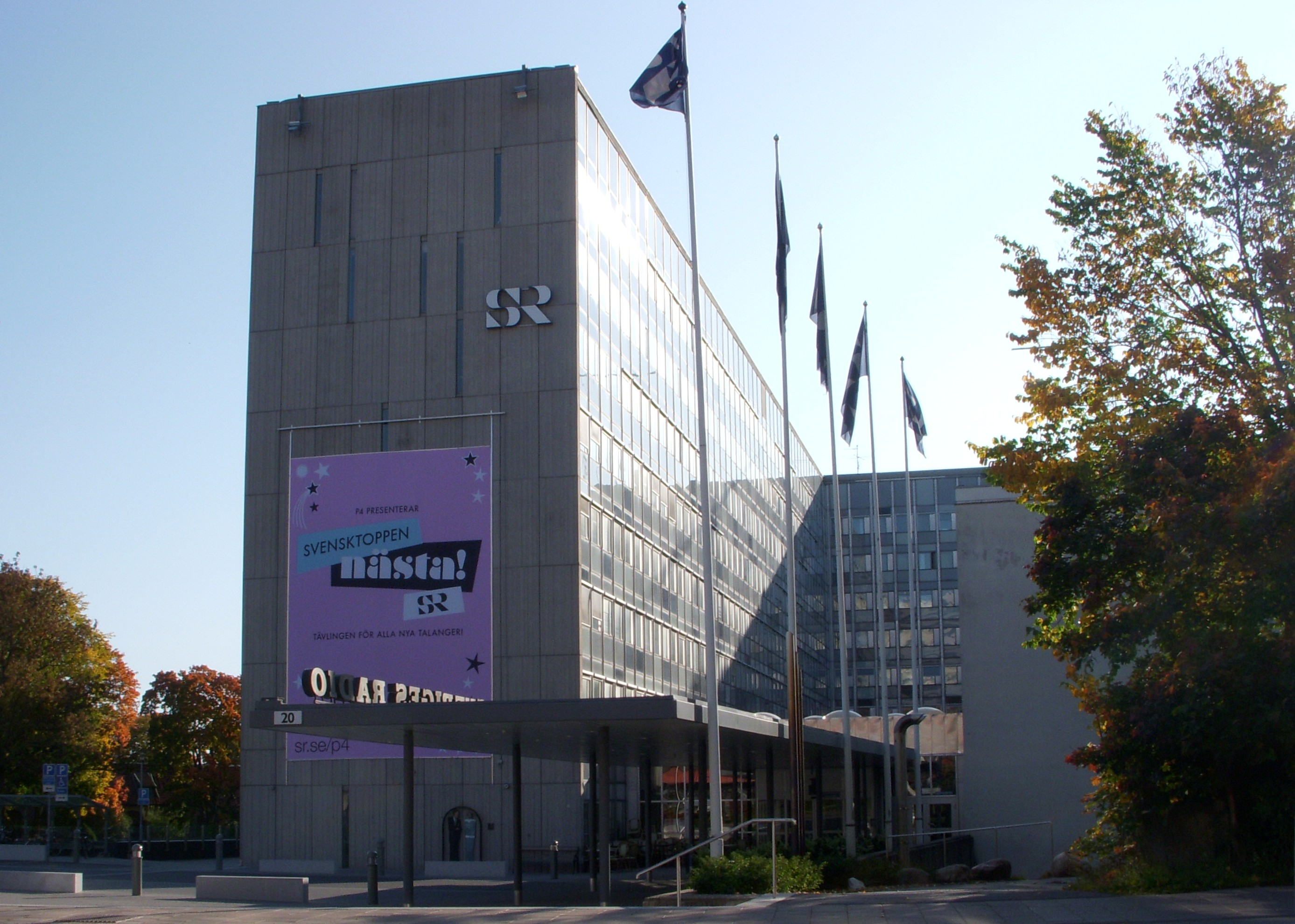
Reklamvepa för ett radioprogram på en fasad till Radiohuset i Stockholm